# Mare Desiderii

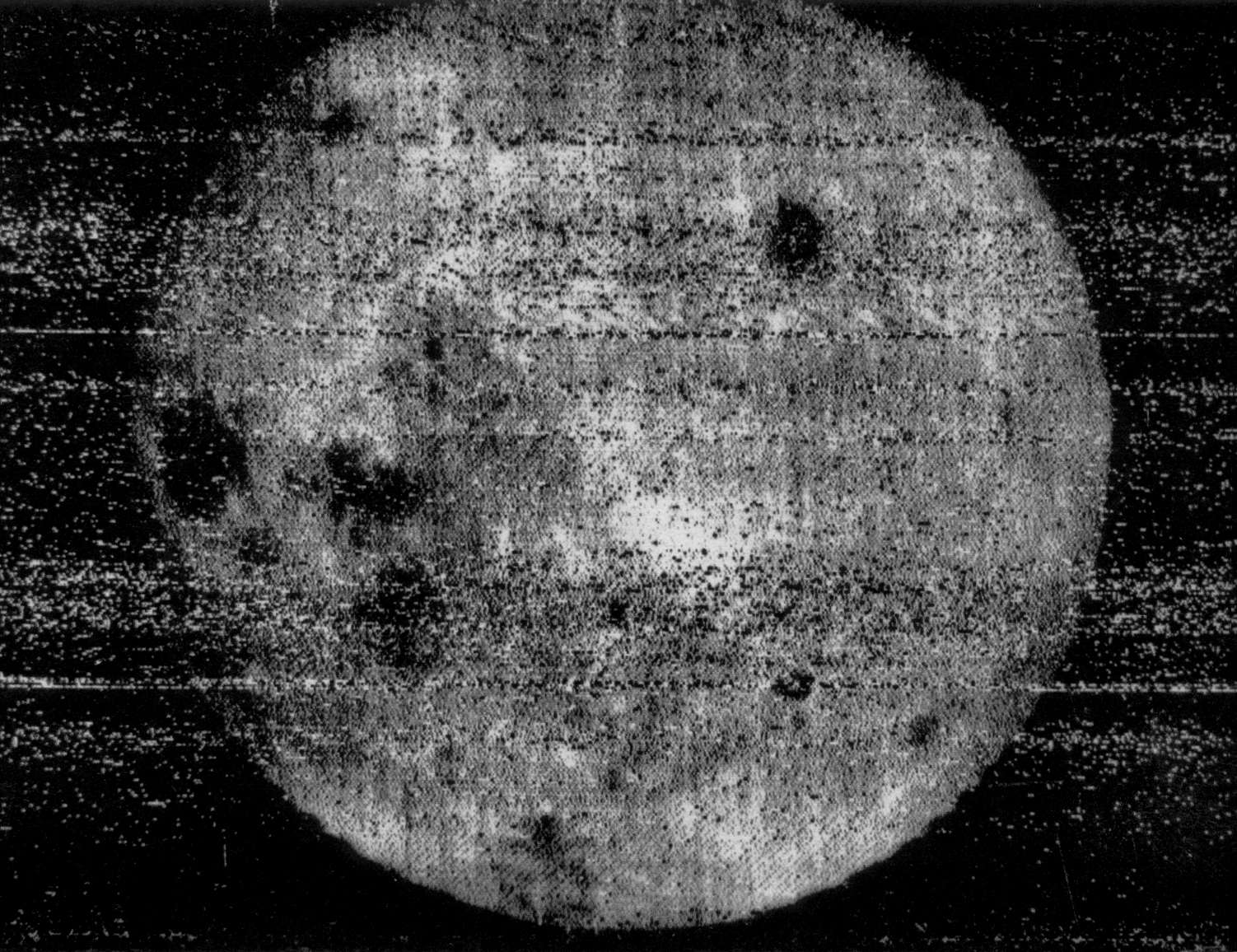
Primera imagen de calidad decente del lado oscuro de la Luna. Tomada el 7 de octubre de 1959 por la sonda Luna 3.

Mare Desiderii ("Mar de los Sueños") fue un área lunar, nombrada como un mar luego de que en 1959 la sonda espacial soviética Luna 3 regresara con las primeras fotografías del lado oscuro de la Luna. Su nombre proviene del nombre original de la sonda Luna 1, Мечты, (Metcha) que significa "Sueño".
Luego se encontró que el mar estaba compuesto por un mar menor, el Mare Ingenii, y otros cráteres de impacto oscuros. En la actualidad la Unión Astronómica Internacional no reconoce el nombre Mare Desiderii.